# Gerach (Bajorország)
Gerach település Németországban, azon belül Bajorországban. Lakosainak száma 1036 fő (2023. december 31.).

## Népesség
A település népessége az elmúlt években az alábbi módon változott:
| Lakosok száma | 599  | 830  | 905  | 962  | 946  | 911  | 933  | 966  | 967  | 1036 |
|               | 1875 | 1950 | 1970 | 2011 | 2013 | 2014 | 2016 | 2019 | 2021 | 2023 |